# Maurice Girardot
Maurice Girardot   (18è districte de París, 22 de desembre de 1921 - La Verrière, 8 de febrer de 2020) fou un jugador de bàsquet francès que va competir durant la dècada de 1940.
El 1948 va prendre part en els Jocs Olímpics de Londres, on guanyà la medalla de plata en la competició de bàsquet. Entre 1945 i 1949 jugà 13 partits amb la selecció francesa.